# Райбер
Райбер (рос. райбер; англ. reamer [reaming] mill; нім. Reiber m) — інструмент у вигляді конуса для фрезерування внутрішньої поверхні верхнього пошкодженого кінця залишених у свердловині насосно-компресорних труб.

## Різновиди
РАЙБЕР КОНУСНИЙ РК-1, — ремонтний інструмент, призначений для фрезерування внутрішньої поверхні верхнього пошкодженого кінця залишених у свердловині насосно-компресорних труб (НКТ) і являє собою видовжене з наскрізним поздовжнім отвором тіло з циліндричною та конусною ділянками, на поверхні яких розміщено зуби, а у верхній частині має замкову різь для приєднання до бурильних труб (з правим чи лівим напрямом різі). Довжина конусної частини райбера забезпечує фрезерування пошкодженої труби для наступного опускання внутрішнього трубовловлювача на глибину не менше 0,5 м.
РАЙБЕР-ФРЕЗЕР РПМ, — ремонтний інструмент, призначений для розкриття «вікна» в обсадних колонах труб діаметром 146—273 мм з метою забурювання додаткового стовбура у свердловині. На циліндричній і конічній поверхнях корпуса прорізано пази і запресовано каскади ріжучих зубів. У корпусі передбачено промивальні отвори для здійснення циркуляції.
Райбер опускають у свердловину на бурильних трубах. Діаметр райбера вибирають на 10–15 мм меншим внутрішнього діаметра обсадної колони в інтервалі створюваного вікна. Прорізування колони здійснюють обертанням бурильного інструменту із швидкістю 45–80 об/хв з одночасним подаванням райбера по похилій поверхні відхилювача.